# 板橋区立郷土資料館
板橋区立郷土資料館（いたばしくりつきょうどしりょうかん）は、東京都板橋区赤塚五丁目にある区立博物館。板橋区の歴史、文化、自然などの資料を保存、展示する郷土資料館である。

## 館内の構成
赤塚城跡及び赤塚溜池公園に隣接して建てられている。展示室、閲覧室、収蔵庫のある本館の他に江戸時代後期の茅葺古民家である旧田中家住宅が敷地内にある。前谷津川に面した徳丸本村(現在の板橋区徳丸)にあったものを移築したもの。2つの座敷と勝手・納戸が田の字型となる間取りになっている。本館建物は2階建てで、1階に事務所、収蔵庫と常設展示室がある。2階は、特別展示室と講義室、収蔵庫がある。常設展示は、板橋の歴史を、考古学的な知見から遺跡、中世、近世、近代まで通史的に紹介している。板橋の成り立ちでは、無形文化財になっている様々な郷土芸能、四ツ竹踊り、獅子舞、里神楽、祭り囃子なども紹介している。建物の外に３門、内部に1門江戸時代の大砲が展示されている。天保12年(1841)5月9日、砲術家高島秋帆とその弟子たちによる西洋式砲術演習が徳丸ヶ原で行われ、第二次大戦後、同地に大規模な団地が建設された際、この事績から地名を「高島平」と名付けたことに由来する。

## 沿革
1969年（昭和44年）に前身の「郷土資料室」が産業文化会館（現・板橋区立グリーンホール）内で開設され、1972年（昭和72年）に移転して「郷土資料館」となり、1990年（平成2年）に現在の所在地に移った。2019年9月2日から12月31日まで、展示再整備のため休館した。

## 開館時間
- 開館：9:30-17:00（入館は16時30分まで）
- 休館：月曜日（祝祭日の場合は翌日）、年末年始、その他にメンテナンスや展示入れ替えのための臨時休館あり
- 入館 無料（展示によっては有料のこともある）

## 交通アクセス
- 徒歩の場合

都営地下鉄三田線西高島平駅下車 徒歩13分
東武東上線下赤塚駅下車・東京メトロ地下鉄赤塚駅下車 徒歩25分
東武東上線成増駅下車・東京メトロ地下鉄成増駅下車 徒歩23分
- バス利用の場合

都営地下鉄三田線高島平駅下車 西口2番バス乗場
（区立美術館経由成増駅北口行）にて区立美術館下車 徒歩2分
東武東上線成増駅下車・東京メトロ地下鉄成増駅下車 北口2番バス乗場
（区立美術館経由高島平操車場行）にて区立美術館下車 徒歩2分
※美術館を経由しないバス（系統）もある。

## 近在の施設
- 板橋区立美術館
- 板橋区立赤塚植物園